# Sherman Hemsley
Sherman Alexander Hemsley (1 de febrero de 1938 - 24 de julio de 2012) fue un actor estadounidense, famoso por su papel como George Jefferson en el CBS la serie de televisión All in the Family y  The Jeffersons, y como el diácono Ernest Frye en la NBC serie de Amén. También fue la horrible voz del jefe de Earl Sinclair, un Triceratops llamado B.P. Richfield, en el programa televisivo en el sitcom de Jim Henson Dinosaurios.

## Muerte
Hemsley murió el 24 de julio de 2012, a la edad de 74 años en su casa en El Paso, Texas, al parecer de causas naturales.  Nunca se casó ni tuvo hijos.

## Filmografía
- Love at First Bite (1979)
- Stewardess School (1986)
- Ghost Fever (1987)
- Club Fed (1990)
- The Fresh Prince of Bel-Air (1992)
- Mr. Nanny (1993)
- Home of Angels (1994)
- The Misery Brothers (1995)
- Sprung (1997)
- Senseless (1998)
- Jane Austen's Mafia! (1998)
- Up, Up, and Away (2000)
- Screwed (2000)
- For the Love of a Dog (2007)
- Hanging in Hedo (2008)
- American Pie Presents: The Book of Love (2009)
- Academia de combate (1986)

## Discografía
- Dance (1992).